# 白花蒲公英
白花蒲公英（学名：Taraxacum leucanthum）是菊科蒲公英属的植物。分布在巴基斯坦、印度、伊朗、俄罗斯以及中国大陆的新疆、甘肃、西藏、青海等地，生长于海拔2,500米至6,000米的地区，多生长在沟谷、河滩草地以、山坡湿润草地以及沼泽草甸，目前尚未由人工引种栽培。